# Ezequiel Ham
Ezequiel Ham (født 10. marts 1994) er en argentinsk fodboldspiller.